# Kenji Kawai
Kenji Kawai (川井憲次?, Kawai Kenji; Shinagawa, 23 aprile 1957) è un compositore giapponese, autore di numerose colonne sonore.
Dopo aver composto brani per variegati prodotti, dagli anime ai film horror (Ring, Ring 2, Dark Water), Kawai è diventato uno dei più originali e riconoscibili compositori del suo periodo.
È stata la collaborazione con l'attore radiofonico Yūji Mitsuya a permettergli di incontrare il direttore d'orchestra Naoko Asari, seguendo il cui consiglio ha cominciato a comporre musica per film ed anime. Da allora ha composto, tra le altre, le musiche di Maison Ikkoku (1986), Ranma ½ (1987), Devilman (1987), Patlabor (OAV 1988, primo film 1989, serie TV 1990, secondo film 1993, terzo film 2001), Vampire Princess Miyu (OAV 1988, serie TV 1997), L'irresponsabile capitano Tylor (1992), Ghost in the Shell (1995), Avalon (2001), Ghost in the Shell 2 - Innocence (イノセンス?, Inosensu) (2004), Mezame no hakobune (2004), The Sky Crawlers - I cavalieri del cielo (2008), Higashi no Eden (2009) e Fate/stay night: Unlimited Blade Works (2010). 
Collabora spesso con il regista Mamoru Oshii.
Tra le produzioni minori, ha realizzato la colonna sonora del videogioco Deep Fear (1998), ha partecipato alla creazione della colonna sonora di Silent Hill 3 (2003) e ha composto musica per Ultraman Nexus (2004) della saga di Ultraman.

## Colonne sonore parziali
- Seven Swords (Qi jian), regia di Tsui Hark (2005)
- Mobile Suit Gundam 00, regia di Seiji Mizushima (2007)
- Ip Man, regia di Wilson Yip (2008)
- Ip Man 2, regia di Wilson Yip (2010)
- Ip Man 3, regia di Wilson Yip (2015)
- Ip Man 4, regia di Wilson Yip (2019)
- Code Geass; Rozè of The Recapture (2024)